# سانترباس د لا بگا
سانترباس د لا بگا (به اسپانیایی: Santervás de la Vega) یک شهرستان در اسپانیا است که در استان پالنسیا واقع شده‌است.

## خصوصیات
سانترباس د لا بگا ۷۰ کیلومترمربع مساحت و ۵۱۶ نفر جمعیت دارد.